# 주한 인도네시아 대사관
주한 인도네시아 대사관(인도네시아어: Kedutaan Besar Republik Indonesia di Seoul)은 인도네시아 정부가 대한민국 서울특별시에 설치된 대사관이다. 대한민국이 1973년 인도네시아와 정식으로 외교 관계를 맺은 이래, 대사관도 역시 이에 발맞추어 개설되었다. 관할 구역은 대한민국 전 지역이며, 부산광역시에는 일반 영사관이 아닌 명예 영사관으로 운영된다. 대한민국에 설치된 대사관 중에서 여의도동이자 한강 이남에 설치된 유일한 대사관이기도 하다. 또한 대사는 체쳅 헤라완이다.

## 주요 업무
대한민국과 인도네시아 사이의 외교 관계 지속 및 증진을 주요 업무로 담당한다. 다만 비자 발급을 부가적으로 담당하며, 주한 인도네시아 문화원도 역시 관리하고 있다.

## 기본 정보
- 주소 : 서울특별시 영등포구 여의대방로 380
- 관할구역 : 대한민국 전 지역
- 영사관 : 일반적인 영사관은 없고 부산광역시에 명예영사관이 있음.

## 특이 및 참고 사항
대한민국 서울특별시에서 한강 이남에 설치된 유일한 대사관이며, 과거에는 주한 러시아 대사관과 주한 우루과이 대사관이 강남구에 설치되었다가 한강 이북으로 이전되면서, 한강 이남의 경우 여의도가 여의교, 여의2교 등을 통해 한강 이남으로 넘어오는 대사관이 없는 것과 달리, 이 대사관이 주한 콩고 민주 공화국 대사관과 함께 여의도에 위치하고 있는 특성을 둔다.

## 같이 보기

### 일반 주제
- 인도네시아 외교부
- 대한민국-인도네시아 관계
- 주인도네시아 대한민국 대사관

### 한반도에 설치한 다른 인도네시아 대사관
- 주조 인도네시아 대사관